# Broward County
Broward County är ett county i delstaten Florida, USA. Den administrativa huvudorten (county seat) är Fort Lauderdale. 

## Geografi
Enligt United States Census Bureau har countyt en total area på 3 419 km². 3 121 km² av den arean är land och 295 km² är vatten. 

### Angränsande countyn
- Palm Beach County, Florida - nord
- Miami-Dade County, Florida - syd
- Collier County, Florida - väst
- Hendry County, Florida - nordväst